# Gordon Rowlands
Gordon E. Rowlands (* 1. April 1929; † 7. Dezember 2015) war ein walisischer Badmintonspieler.  

## Karriere
G. E. Rowlands siegte 1956 bei den French Open. 1960 gewann er erstmals die nationalen Titelkämpfe in Wales. Sieben weitere Titelgewinne folgten bis 1966.

## Sportliche Erfolge
| Saison | Veranstaltung                | Disziplin    | Platz | Name                            |
| ------ | ---------------------------- | ------------ | ----- | ------------------------------- |
| 1956   | French Open                  | Herreneinzel | 1     | G. E. Rowlands                  |
| 1960   | Wales: Einzelmeisterschaften | Herrendoppel | 1     | J. C. Morgan / G. E. Rowlands   |
| 1961   | Wales: Einzelmeisterschaften | Mixed        | 1     | G. E. Rowlands / E. G. Davies   |
| 1961   | Wales: Einzelmeisterschaften | Herreneinzel | 1     | G. E. Rowlands                  |
| 1961   | Wales: Einzelmeisterschaften | Herrendoppel | 1     | J. C. Morgan / G. E. Rowlands   |
| 1962   | Wales: Einzelmeisterschaften | Herreneinzel | 1     | G. E. Rowlands                  |
| 1962   | Wales: Einzelmeisterschaften | Herrendoppel | 1     | Stuart Dickson / G. E. Rowlands |
| 1965   | Wales: Einzelmeisterschaften | Herreneinzel | 1     | G. E. Rowlands                  |
| 1966   | Wales: Einzelmeisterschaften | Herreneinzel | 1     | G. E. Rowlands                  |